# Man Down (film)
Pour la chanson homonyme de Rihanna, voir Man Down.
Ne doit pas être confondu avec Man Down (album).
Pour plus de détails, voir Fiche technique et Distribution.
Man Down est un film de guerre post-apocalyptique américain réalisé par Dito Montiel et sorti en 2016. Il est distribué par Lionsgate Premiere (en).

## Synopsis
Dans une Amérique post-apocalyptique, Gabriel Drummer (Shia LaBeouf) un vétéran de la seconde guerre d'Afghanistan recherche son fils et sa femme (Kate Mara), accompagné de son meilleur ami (Jai Courtney) .

## Fiche technique
- Titre original : Man Down
- Réalisation : Dito Montiel
- Scénario : Adam G. Simon (en)
- Direction artistique : Aaron Osborne
- Décors : Erin Cochran
- Costumes : Christine Wada
- Photographie : Shelly Johnson
- Montage : Jake Pushinsky
- Musique : Jimmy Haun
- Production : Jon Burton, Dawn Krantz et Stephen McEveety
- Sociétés de production : Mpower Pictures et Krannel Pictures
- Pays de production :  États-Unis
- Langue : anglais
- Format : couleur
- Genre : guerre, post-apocalyptique, drame, thriller
- Durée : 92 minutes
- Dates de sortie : 
  - Italie : 6 septembre 2015 (Mostra de Venise)
  - États-Unis : 2 décembre 2016
  - France : 1er décembre 2017 (en vidéo)

## Distribution

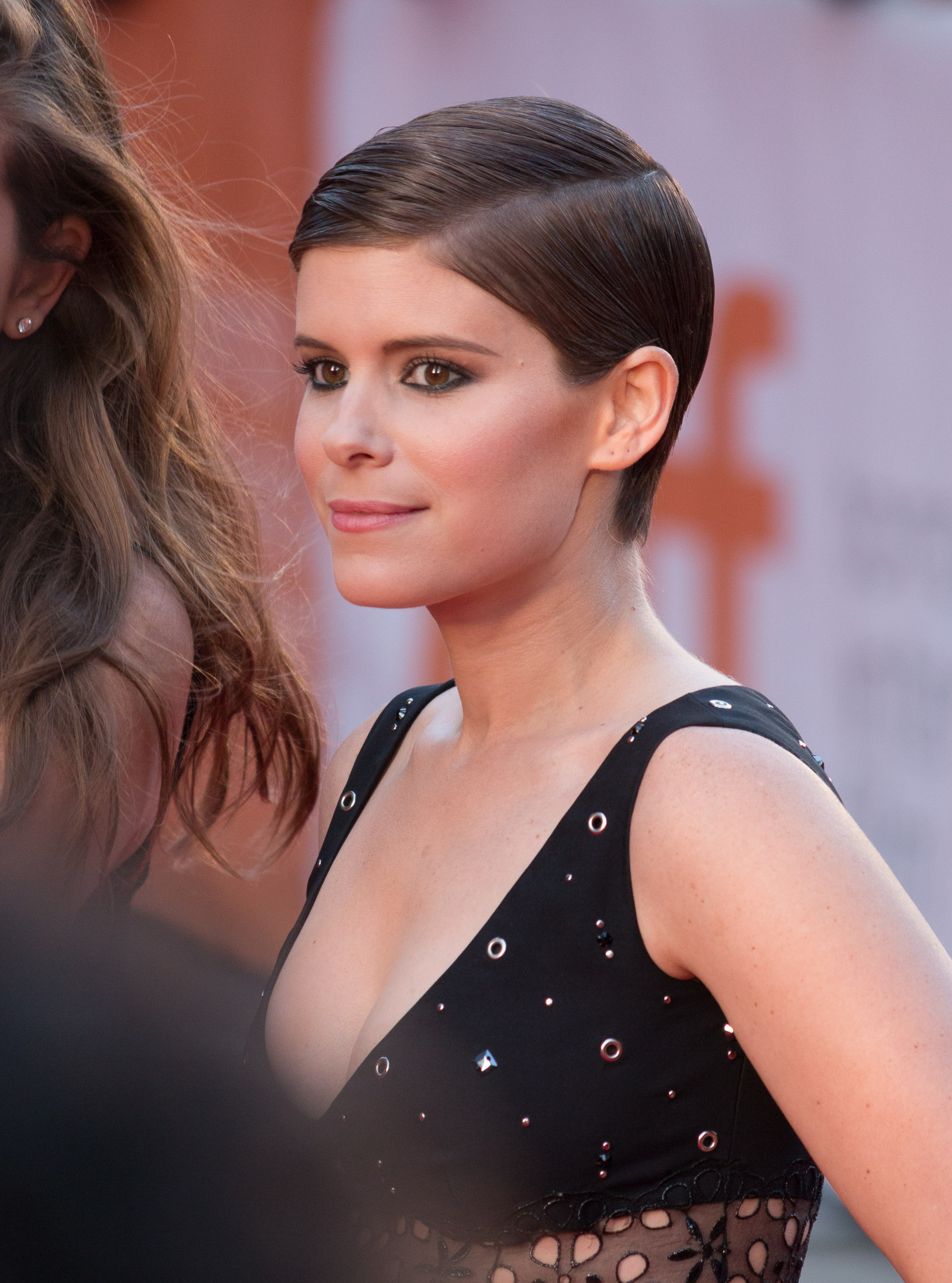
L'actrice principale Kate Mara à la première du film au TIFF 2015.

- Shia LaBeouf (VQ : Hugolin Chevrette-Landesque) : Gabriel Drummer
- Jai Courtney (VQ : Frédérik Zacharek) : Devin Roberts
- Kate Mara (VQ : Claudia-Laurie Corbeil) : Natalie Drummer
- Gary Oldman (VQ : Manuel Tadros) : le capitaine Peyton
- Tory Kittles (VQ : Fayolle Jean Jr.) : le sergent Miller
- Clifton Collins Jr. (VQ : Alexandre Fortin) : Charles
- Charlie Shotwell (VQ : Adam Moussamih) : Johnathan Drummer
- Jose Pablo Cantillo (VQ : Stéphane Brulotte) : le sous-lieutenant Taylor

 Source et légende : version québécoise (VQ) sur Doublage.qc.ca et selon le carton du doublage.

## Sortie et accueil

### Critique
Le film rencontre des critiques défavorables. Sur l'agrégateur Rotten Tomatoes, le film récolte un nombre d'avis positifs de 15 % seulement, basé sur 48 critiques, avec une note moyenne de 3,6/10. Sur Metacritic, le film obtient un score de 26 sur 100, basé sur 16 critiques, avec le commentaire « critiques généralement défavorables ».
Selon un journaliste du New York Times, le réalisateur « a peut-être eu des intentions honorables dans la création de ce film. Mais ce qu’il a fait n’est pas une œuvre d’art viable (…). C’est un spectacle sadique ».

### Box office
Lors de sa sortie en Angleterre fin mars 2017, le film est projeté dans une unique salle de cinéma, le Reel Cinemas de Burnley, au nord de Manchester, et ne récolte seulement que 3 entrées. Le gérant de la salle de cinéma, interviewé par The Hollywood Reporter, indique : « Je n’ai pas le souvenir qu’une chose pareille soit déjà arrivée avant »,.